# 布川敏和
布川 敏和（、1965年8月4日 - ）は、日本の俳優、タレント。かつてジャニーズ事務所に所属しており、男性アイドルグループ・シブがき隊の元メンバーである。本名同じ。愛称はフッくん。身長171cm、体重63kg。
元妻はつちやかおり。長男は布川隼汰。長女はモデル・タレント・女優の布川桃花。次女は布川花音。姪に荻野心がいる。

## 所属事務所
ジャニーズ事務所 → アンクルエフ → M'sエンタープライズ → エムティ企画 → 有限会社ティーバード → Fdce

## 来歴
神奈川県川崎市川崎区生まれで、川崎大師の近くで育つ。
東京実業高等学校に入学するも、『シブがき隊』での活動が活発になったことに伴い、芸能活動に寛大な明治大学付属中野高等学校定時制に編入した（3年生で中退）。
15歳の頃よりジャニーズ事務所に所属し、1981年に『2年B組仙八先生』で芸能界デビュー。
1982年に薬丸裕英、本木雅弘と『シブがき隊』を結成。シングル『NAI・NAI 16』でレコードデビュー。
1988年11月2日、代々木第一体育館のコンサートをもって、『シブがき隊』を解隊（解散）。これと同時に布川はジャニーズを退所し、アンクルエフに移籍。
1991年11月19日、明治大学付属中野高等学校に通学していた頃から交際していたつちやかおりと結婚し、1男2女をもうけた。
2001年、島田紳助の発案の下に結成された吉本興業の芸人6人 ランディーズ・ロザン・キングコングのお笑いコンビによるダンスユニット「WEST SIDE」をプロデュース。
2005年、映画『バッシユメント』（主演・土屋アンナ）で、原案・初監督も務めた。
2007年4月27日、次女の病気について記した書籍『涙のち笑顔 大病と闘った娘と家族の2000日』を、妻と連名で出版。4月28日、書籍内容を背景に『いつみても波瀾万丈』に出演。これを受けて、ブログのアクセス数が98万件にも達した。
2008年春、「未来に羽ばたく子供たちと地球環境保護を応援する」をコンセプトにしたアパレルブランド『To.EARTH』を設立。売り上げの一部を各団体に寄付している。その他、ボランティア活動にも力を入れている。
2010年8月4日、45歳の誕生日に芸能生活30周年を記念して、「ふっくん布川」名義を用い、シブがき隊のヒット曲「スシ食いねェ!」のアンサーソング「そば食いねぇ!」でソロデビュー。シブがき隊解散から22年ぶりに歌手活動を再開した。『そば食いねぇ!』は 社団法人 日本蕎麦協会の公式ソングとして認定され、布川は全国蕎麦大使に任命された。カップリングの「願晴れ! 〜夢に向かって笑顔で羽ばたけ」は、未来に羽ばたく子供たちに向けての応援ソングとして、布川自身が作詞をしている。
2013年6月12日、東京都大田区の東急多摩川線踏切で、布川が乗車していたタクシーが電車と接触し首に軽傷。同乗していた知人2名も腰などに軽傷を負った。ドライバーが遮断機が下りているのを気づかずに踏切内へ進入したことが原因。
2014年5月1日、つちやと別々の場所で、別居会見を行う。同年6月22日、所属事務所から報道各社へのFAXで、つちやとの協議離婚が成立したことを公表し、離婚会見を行った。
2020年11月16日、長男･布川隼汰が設立したプロダクション Fdce に移籍する。

## 人物
- 川崎市の実家近くのアパートに田代まさしが在住しており、「シャネルズ」が人気になると女性たちが出待ちをするようになったが、その中に布川も混じっていたという。布川が芸能界入りして交流が生まれ、田代の度重なる不祥事で没交渉になるが、2025年には田代の出演するYouTubeチャンネルで15年ぶりに対面を果たし、旧交を温めている。
- ジャニーズ事務所在籍時に、個人のアパレルブランド「Jemmy’s」を立ち上げ、シブがき隊解隊時まで展開していた。基本的にジャニーズ事務所はタレントの副業は認めていないが、副業が認められた数少ない例である[6]。
- アロハシャツ・コレクター。
- 父が自動車販売業だったこともあり車好きを自負している。自分の車のカスタマイズも、ワンオフ物のパーツを付け拘りを見せている。
- 子供が幼少のころは、家族ぐるみで特撮ファンであったといい、布川自身も複数の作品に出演している[7]。『ウルトラマンダイナ』に出演したことは、子供にとっても嬉しいことだったであろうと語っている[7]。
- 元妻のつちやとは布川が17歳の時に高校で出会い、9年間の交際を経て、26歳で結婚。新婚旅行は船で2泊してオーストラリアに行った。
- 2021年5月20日に長女・桃花が第一子となる女児を出産。布川にとって初孫の誕生となった[8]。

## 出演

### テレビドラマ
NHK総合
- ママの転勤（1992年9月11日 - 11月27日）
- 私が愛したウルトラセブン（1993年2月13日 - 2月20日、土曜ドラマ） - ソガ隊員
- 帰ってきちゃった（1993年11月15日 - 12月9日）
- 利家とまつ〜加賀百万石物語〜（2002年1月6日 - 12月15日、大河ドラマ） - 前田利玄
- 麻婆豆腐の女房（2003年5月12日 - 6月9日、月曜ドラマシリーズ） - 金子
- 天花（2004年3月29日 - 9月25日、連続テレビ小説） - 笹木康介
- ジイジ〜孫といた夏〜（2004年8月16日 - 9月6日）

日本テレビ系
- 刑事貴族（1990年4月13日 - 1991年3月22日） - 岩田伸夫（刑事）
- 夜が明けるまでに・恵子の選択（1991年7月27日、24時間テレビ・ドラマスペシャル）
- 嫁と姑のフルフリ'91 （1991年）
- 真夏の夜の夢バルセロナ〜ブロバンス恐怖街道〜（1992年8月13日、よみうりテレビ）
- 外科医有森冴子第5話「兄妹・その愛と死」（1992年11月7日）
- 赤いハネムーン（1992年11月26日、よみうりテレビ）
- ちょっと危ない園長さん（1993年1月9日 - 3月20日） - 高木圭太
- 花嫁の憂うつ（1993年1月14日、よみうりテレビ、ドラマシティ）
- 火曜サスペンス劇場
  - 救急指定病院 4 （1995年11月14日）
  - 犯罪心理分析官シリーズ - 青木良平
  - 犯罪心理分析官3（1997年8月12日）
  - 犯罪心理分析官 ファイナル（1998年9月1日）
  - 検事 霞夕子 17 （2001年4月10日）
  - 警部補 佃次郎16（2002年11月12日）
  - 京都金沢殺人事件シリーズ7 京都金沢かぐや姫殺人事件（2004年10月19日） - 東野輝之
  - ペットシッター沢口華子の事件簿2（2004年11月8日） - 多賀
- 向井荒太の動物日記 〜愛犬ロシナンテの災難〜（2001年3月） - 路線バス運転手
- 時代屋の女房（2006年2月14日、ドラマ・コンプレックス） - 電気屋の松ちゃん
- うつへの復讐 〜絶望からの復活〜（2007年6月21日） - 金券ショップ店員

TBS系
- 2年B組仙八先生（1981年4月17日 - 1982年3月26日） - 黒部寿人
  - 2年B組仙八先生スペシャル もう高校へは行かない・今44人に1人は高校中退!(1984年4月6日） - 黒部寿人
- ふたりの恋人（1984年8月18日）
- 田舎の王子様 TOKYOへ行く（1989年7月24日 - 7月27日、ドラマ23） - 主演
- 美空ひばり物語（1989年12月30日）
- 田舎の王子様・スキーへ行く（1990年3月17日、ドラマチック22） - 主演
- ミニパトより愛をこめてシリーズ（1990年 - 1991年）
  - ミニパトより愛をこめて （1990年2月24日）
  - ミニパトより愛をこめて2 （1990年9月1日）
  - ミニパトより愛をこめて3 （1991年1月12日）
- 恋愛本線、駆ける（1990年11月25日、RKB毎日放送）
- ユーミンドラマブック ルージュの伝言「VOL.4 Love Wars」（1991年4月24日）
- アイとサムの街（1991年7月22日 - 8月3日、花王 愛の劇場）
- 女子高生!キケンなアルバイト（1991年9月10日 - 9月24日）- 遠山伸一
- 運命の逆転 盗まれた企業秘密! （1992年4月10日）
- 月曜ドラマスペシャル
  - 動く不動産（1992年6月8日）
  - 娘36歳少し幸せ（1993年5月17日）
  - 戸隠伝説殺人事件（1995年2月27日）
  - 保険調査員 しがらみ太郎の事件簿3  （1997年4月28日）
  - 早乙女千春の添乗報告書8 日光・鬼怒川湯けむりツアー殺人事件（1999年5月31日）- 野上晴彦
- 潮騒が聞こえない（1992年11月1日、CBCテレビ） - 立花
- 冬の旅情サスペンス　熊野路伝説殺人事件 （1996年2月12日、内海光司と共演）
- おーい!ムコどの（1996年6月3日 - 7月19日、花王 愛の劇場） - 太一
- ウルトラマンダイナ（1997年9月6日 - 1998年8月29日、毎日放送） - コウダ
- 月曜ミステリー劇場
  - 外科医・零子〜ハートの記憶〜（2001年10月22日） - 野口医師
  - 萩原朔太郎の亡霊（2002年2月18日）
  - 愛、倫廻のワルツ（2002年8月12日） - 中村（記者）
  - 女三人乱れ咲き!氷川きよし追っかけツアー殺人事件（2003年8月18日）
  - 示談交渉人甚内たま子裏ファイル3（2004年1月19日）
  - 「上条麗子の事件推理4」（2004年） - 黒崎正人
  - 「やとわれ女将 菊千代の事件簿1」（2004年） ‐ 西園寺陽介
  - 「自治会長・糸井緋芽子社宅の事件簿5」（2004年） ‐ 池部賢作
  - 森村誠一サスペンス 5 音（2005年5月30日）
- 愛の110番（2003年3月31日 - 5月23日、CBCテレビ、ドラマ30） - 橋本鉄郎
- ラブレター（2008年11月24日 - 2009年2月20日、花王 愛の劇場40周年記念番組） - 兼松裕一
- 水戸黄門 第41部「第3話　過去を消した謎の女!・鎌倉」（2010年4月26日） - 民蔵
- 月曜ゴールデン
  - 釣り刑事（2010年9月6日） - 眞鍋晋治
  - 警視庁鑑識課〜南原幹司の鑑定〜シリーズ（2011年3月28日 - ） - 貴志川淳平（捜査一課管理官・警視）
  - 世直し公務員 ザ・公証人 9（2011年6月13日） - 新田圭介

フジテレビ系
- 春一番が吹くまで（1986年3月20日、木曜ドラマストリート） - 主演・藤村健
- あまえないでヨ! （1987年1月15日 - 3月26日） - 星野恭平
  - あまえないでヨ!スペシャル（1987年9月30日）
- 熱くなるまで待って! （1987年7月9日 - 9月24日、木曜劇場） - 西堂清彦
- オレの妹急上昇（1987年11月6日 - 1988年3月21日） - 主演・桜河内信之介
- 悲しみがとまらない（1988年7月1日）
- 結婚行進曲（1989年1月2日）
- ヘイ!あがり一丁（1989年1月12日 - 3月23日） - 朝倉慎太郎
- おしえてあげたい（1989年4月5日 - 5月10日）
- この胸のときめきを（1989年7月6日 - 9月28日）
- LUCKY! 天使、都へ行く（1989年10月19日 - 12月21日）
- 世にも奇妙な物語 「目撃者」（1991年5月9日） - 佐藤順一
- 中森明菜・メロドラマ〜もう一度逢いたい 忘れられない恋人… （1991年3月28日）
- 完全犯罪史シリーズ 危険な花嫁〜札幌テレクラ殺人事件（1991年11月29日、金曜ドラマシアター）
- ハワイ結婚未満ストーリー（1992年）
- 密愛リゾート種子島（1992年5月4日、関西テレビ）
- 松本清張スペシャル 疑惑（1992年11月13日、金曜ドラマシアター） - 藤原好郎
- 裸の大将 62 イルカに乗った清（1993年、関西テレビ） - 高木光男
- 運命の森（1994年4月4日 - 7月1日、東海テレビ） - 浅倉隆之
- きっとしあわせ（1994年7月31日、関西テレビ）
- 妊娠ですよ（1994年10月10日 - 11月14日、関西テレビ） - 新田吾郎
- 金曜エンタテイメント
  - おばさんデカ 桜乙女の事件帖シリーズ（1994年 - 2007年） - 米田三郎（刑事）
    - おばさんデカ 桜乙女の事件帖 1 （1994年9月9日）
    - おばさんデカ 桜乙女の事件帖 2 （1995年5月26日）
    - おばさんデカ 桜乙女の事件帖 3 （1995年12月29日）
    - おばさんデカ 桜乙女の事件帖 4 （1996年10月4日）
    - おばさんデカ 桜乙女の事件帖 5 （1997年3月28日）
    - おばさんデカ 桜乙女の事件帖 6 （1998年7月3日）
    - おばさんデカ 桜乙女の事件帖 7 （1999年4月9日）
    - おばさんデカ 桜乙女の事件帖 8 （2000年3月31日）
    - おばさんデカ 桜乙女の事件帖 9 （2000年12月29日）
    - おばさんデカ 桜乙女の事件帖 10 （2002年3月22日）
    - おばさんデカ 桜乙女の事件帖 11 （2002年12月27日）
    - おばさんデカ 桜乙女の事件帖 12 （2003年12月26日）
    - おばさんデカ 桜乙女の事件帖 13 （2004年12月10日）
    - おばさんデカ 桜乙女の事件帖 14 （2006年9月29日）
    - おばさんデカ 桜乙女の事件帖 15 （2007年9月28日）
    - さよなら！おばさんデカ 桜乙女の事件帖 ザ・ラスト(2017年5月12日)

  - 帰ってきたOL三人旅 博多湯けむり湯布院慕情殺人事件（1995年4月7日）
  - 幻の料理人〜宗次郎外伝〜（1995年6月）
  - ざけんなヨ!!9「二世帯住宅の甘い罠」（1995年10月27日） - 志賀健介
  - 松本清張スペシャル・火と汐（1996年9月13日） - 上田伍郎
  - 天童よしみの歌姫探偵 温泉カラオケ殺人事件（2002年11月29日）
  - キャリア探偵　日奈子の調査ファイル（2003年2月14日） - 直人
  - 日向夢子調停委員事件簿4（2006年6月9日） - 迫水勝
- ナースのお仕事（1996年）
- 踊る大捜査線第6話・第7話（1997年2月11日 - 2月18日） - 岩瀬修
- 幸せづくり（1999年1月4日 - 4月2日、東海テレビ） - 野村祐介
- 電車男 もう一つの最終回スペシャル（2005年）

テレビ朝日系
- さすらい刑事旅情編 第2シリーズ（1989年10月11日 - 1990年3月21日） - 池山舜（刑事：巡査部長）
- 本当にあった怖い話 「恋人海岸の怪」（1992年7月27日）
- 新空港物語（1994年1月6日 - 3月17日） - 香山康二
- 大家族ドラマ 嫁の出る幕（1994年7月14日 - 9月22日） - 木原進
- 味いちもんめシリーズ（1995年 - ） - 川島信夫
  - 味いちもんめ　第1シリーズ（1995年1月12日 - 3月16日）
  - 味いちもんめII 京都編　第2シリーズ「第5話・最終話」（1996年2月8日・3月21日）
  - '97新春ドラマスペシャル 味いちもんめ（1997年1月2日）
- SALE! （1995年4月18日 - 6月27日、朝日放送） - 山下
- Missダイヤモンド（1995年10月19日 - 12月14日）
- 闇のパープル・アイ Purple Eyes in the dark （1996年7月1日 - 9月9日） - 平田清
- KIRARA キララ（1996年7月6日 - 8月17日） - 先生
- 土曜ワイド劇場
  - 法医学教室の事件ファイル 5 （1996年10月26日）
  - 殺人ロケ・美女3人貧乏撮影隊が出会った三つの連続殺人! （2003年2月1日）
  - はみだし弁護士・巽志郎 7 （2003年4月19日）
  - 捜査検事右近誠の殺人調書 3 （2005年3月5日）
  - 温泉㊙大作戦 3 （2006年4月15日） - 竹芝哲平
  - 湘南探偵物語（2008年2月16日）
  - 和菓子連続殺人事件（2008年2月23日）
  - 花嫁のさけび（2008年4月5日）
  - 狩矢父娘シリーズ 12 京都・竜の寺殺人事件（2011年2月5日） - 大前岳人
- 生きるための情熱としての殺人（2001年7月6日 - 9月27日） - 三崎俊郎
- 結婚スクランブル（2001年12月23日 - 2002年1月6日、BS朝日） - 主演・西郷一郎
- スカイハイ 2 （2004年1月16日） - 藤吉光一
- 異議あり!女弁護士大岡法江（2004年）
- 霊感バスガイド事件簿「第9話」（2004年6月11日） - 河名秀司
- 7人の女弁護士「第2話」（2006年4月20日） - 佐藤健児
- その男、副署長 京都河原町署事件ファイル File．5 （2007年5月31日） - 千代丘雅也
- HTBスペシャルドラマ そらぷち（2007年9月29日、北海道テレビ） - 片山慎治
- 私のホストちゃん〜しちにんのホスト〜「第23話」（2012年3月20日） - 来店した客
- 新・おみやさん「第5話」（2012年5月17日） - 真壁敦則

テレビ東京系
- カッ飛び!ヤンヤン姫「第1話」（1988年10月4日） - 佐々木助三郎
- 君だけにメリークリスマス（1991年11月24日 - 12月29日）
- 映画みたいな恋したい 「心の旅」（1992年9月12日 - 9月19日）
- 女と愛とミステリー
  - 保険調査員・蒲田吟子シリーズ - 金森（刑事）
    - 保険調査員 蒲田吟子 ベランダ殺人事件（2001年5月16日）
    - 保険調査員 蒲田吟子 2 愛の7年殺人事件（2001年12月12日）
    - 保険調査員 蒲田吟子 3 虐待の父殺人事件（2002年8月28日）
- 水曜ミステリー9
  - 昆虫巡査・向切一美の事件日誌（2002年8月4日）
  - 小京都飛騨高山殺人事件（2004年8月28日）
  - 指紋捜査官・塚原宇平1　生き返った指紋（2005年11月23日） - 早川純一
  - 黒い骨（2007年2月25日）
  - 鉄道警察官・清村公三郎 5 人情列車殺人事件（2008年4月23日） - 原田五郎
  - 捜査検事・近松茂道 8 （2008年6月4日） - 堀俊一（刑事）
  - 信濃のコロンボ事件ファイル 17 遠野殺人事件（2008年12月17日） - 佐藤卓
- 魔弾戦記リュウケンドー（2006年1月8日 - 12月31日、テレビ愛知） - 異装の男 / マスターリュウケンドー

独立UHF放送局
- 塩カルビ 第12話「被害者同盟」（2002年12月29日、テレビ神奈川・KBS京都） - 白衣の男・木崎

WOWOW
- 孤独の歌声（2007年11月11日） - 芦田
- 戦力外通告（2009年2月21日）- 鳥本静一

### 映画
- ほんの5g （1988年11月26日公開、松竹） - 中河原薫
- 殺人がいっぱい（1991年、アルゴプロジェクト）
- 獅子王たちの夏（1991年、東映）- 矢代吾郎（K'sBAR）
- プロゴルファー織部金次郎（1993年、東映）- 勝田英司
- 天使のウィンク 日光猿軍団（1995年3月25日公開、ヒーロー） - タカモリ（先生） ※当初の仮題は『モンキートーク　天使のウィンク』。忍者の4人と共演。
- 友子の場合（1996年、東映） - 芝（橋田駅駅員）
- ウルトラシリーズ
  - ウルトラマンティガ&ウルトラマンダイナ 光の星の戦士たち（1998年、松竹）- コウダ・トシユキ
  - ウルトラマンティガ THE FINAL ODYSSEY （2000年、松竹）- コウダ・トシユキ
  - 新世紀ウルトラマン伝説（2002年、松竹）- パパ
  - ウルトラマンメビウス&ウルトラ兄弟（2006年、松竹） - 助役・コウダ
  - ウルトラマンサーガ（2012年、松竹） - コウダ・トシユキ
- 借王9 ファイナル（2002年、日活） - ひかり銀行 調査部 次長 サカグチ
- 岸和田少年愚連隊 カオルちゃん最強伝説 EPISODE-1  （2001年、セディック・インターナショナル）
- BACK STAGE/バックステージ （2001年、日活）- 森田晴彦
- ゴジラ・モスラ・キングギドラ 大怪獣総攻撃（2001年、東宝） - 宮下中佐[1]
- 劇場版 首領への道（2003年、村上劇画プロ） - 桑島の舎弟の相馬
- ベースボールキッズ （2003年、千葉テレビ）- 国分寺エンジェルス監督
- デビルマン（2004年10月9日公開、東映） - 中学校の先生
- 20世紀少年 第1章 終わりの始まり（2008年8月30日、東宝） - ノブオ
- カラオケや兆治（2019年、フィルムパートナーズ） - 榊原雄三
- 神さま待って！お花が咲くから（2024年、海と空キネマ）[9][10]

### オリジナルビデオ
- パチンコグラフィティ（1991年） - 主演・浩平
- 極道ステーキII （1992年）- 片桐立之
- 新ファンキー・モンキー ティーチャー どつかれたるねん! （1994年）
- サーキットの狼II モデナの剣 ACT.1 （1994年）
  - サーキットの狼II モデナの剣 ACT.2 （1994年）
- どくだみ荘 シリーズ
  - 新・どくだみ荘（1995年）
  - 新・どくだみ荘 2（1995年）
- サラ忍マン（1997年）- 影 / 田中一郎
- 呪殺霊 黒猫の祟り（2000年）
- ウルトラ シリーズ
  - ウルトラマンティガ外伝 古代に蘇る巨人（2001年） - ツバクロ
  - ウルトラマンダイナ 帰ってきたハネジロー（2001年） - コウダ・トシユキ
- 実録・伝説のヤクザ武道列伝 鯨道7　第1話「九州・山菱軍団侵攻作戦」（2001年） - 夜桜銀次
- 実録・伝説のヤクザ武道列伝 鯨道 9 瀬戸内血風録 般若の高（2001年） - 竹形剛
- 実録・九州やくざ抗争史 LB熊本刑務所 侠牙（2001年） - 沖縄連合旭琉会幹部 花城松一
- 実録・九州やくざ抗争史 LB熊本刑務所 Vol.2 義絶盃（2002年） - 花城松一
- 実録・ヤクザの戦場（いくさば） 侠（おとこ）の終章（2002年）※友情出演
- 梁山泊 究極の攻略軍団（2002年）
- 実録・名古屋やくざ戦争 統一への道 完結編（2003年） - 中京五社会運命侠愛会中京浅田会若頭 大田原雅巳

### バラエティ
- クイズ!世にも不思議な逆回転（1989年 - 1990年、フジテレビ）
- それゆけ!マーシー（1989年 - 1990年、毎日放送）
- キッチンパトロール（1994年4月 - 1995年3月、TBS）
- 人生強壮剤キヨブタX （1996年 - 1997年、名古屋テレビ）※司会
- 峰竜太のホンの昼メシ前（1998年 - 1999年、日本テレビ）
- 新・真夜中の王国（1998年、NHK BS2）司会
- 歌のヒットステージ（2001年、テレビ東京）
- 朝は楽しく!スマイルサプリメント（2004年-2006年、テレビ東京）
- 5時に夢中!（2005年4月11日 - 2006年3月27日、TOKYO MX）※隔週→隔月出演
- 週末おでかけ情報マガジン どこ行く? （2006年 - 2007年、サンテレビ）
- 週末おでかけ情報サイト どこ行く? （2007年 - 2008年、サンテレビ）
- あっぱれ!KANAGAWA大行進（2007年9月8日 - 10月20日、テレビ神奈川） - MCデビット伊東の代演[11][12]

### ラジオ
- ふっくん布川の光リアル道（2019年1月 - 12月、ふくしまFM）

### 教材作品
- 警視庁組対三課・暴力団対策課企画 暴力団対策パート4「送られてきた情報誌」
- 警察庁刑事局組織犯罪対策部・暴力団対策課企画 民事介入暴力団対策啓発 作品「シャットアウト・行政対象暴力」
- 国税庁官官房監察官室 / 予防講話職場研修用 作品
- ライフプラン普及啓発 作品「サンタが家にやってきた－はじめよう ! 家庭経済設計」
- 運転免許証更新時用 飲酒運転撲滅啓蒙交通 作品「ある日、突然の悲しみに」
- 公益財団法人 日本防災通信協会/社会福祉施設 防犯対策 作品

### 舞台
- Catch Me キャッチ ミー（1993年）
- 犬神家の一座（1993年）
- OVER THE FENCE （1994年）
- 我が愛しのハーレーダビッドソン（1995年）
- BONDS OF AFFECTION （1996年）
- なにわのシンデレラ（2000年）
- 浪速のおよし捕物帳（2004年）
- 天童よしみの紅頭巾〜弁天小僧（2009年）
- 浅草おかみ繁盛記 （2010年)
- 大阪べっぴん物語 (2013年)

### テレビアニメ
- ポケットモンスタークリスタル ライコウ雷の伝説（2001年、テレビ東京） - クドウ
- アガサ・クリスティーの名探偵ポワロとマープル（2005年、NHK総合） - ジャン・デュポン

### 劇場アニメ
- 銀色の髪のアギト（2006年、松竹） - ハジャン[13] ※アニメ作品

### CM
- サンヨー食品 ファイバーヌードル（1989年）
- 中外製薬 新グロモント（1989年 - 1991年）
- 東海漬物 きゅうりのキューちゃん
- トヨタ自動車 トヨタトラック（ダイナ・トヨエース・ハイエースとの共同CM）
- 日産自動車 エルグランド（初代E50型）
- 君津住宅
- 新生ホームサービス株式会社
- Honda「VEZEL」（2021年4月 - ）

## 監督
- バッシュメント（2005年、VITA）

## ディスコグラフィ

### シングル
| ＃ | 発売日       | タイトル      | カップリング                        |
| -- | ------------ | ------------- | ----------------------------------- |
| 1  | 2010年8月4日 | そば食いねぇ! | 願晴れ!〜夢に向って笑顔で羽ばたけ〜 |

## 著作
- パパ、やっつけちゃうぞ! - フッくんの子育て騒動記（1996年4月、主婦の友社、ISBN 4-07-218756-9）
- 涙のち笑顔 大病と闘った娘と家族の2000日（2007年4月、講談社、ISBN 4-06-214029-2）
- 布川家の防災ミーティング（2011年6月1日、KKベストセラーズ）

## 写真集
- 布川敏和のセーターブック （1989年10月、ブティック社）ふかわ

敏和　　

## ボランティア活動
- 未来に羽ばたく子供達と地球環境保護活動を応援した、プロデュースショップ 「To.EARTH」
- 「地球を愛する55人〜熱帯雨林のアラベスク」　ボランティア寄稿
- 自然環境保護団体・ピララーラ基金　チャリティーオークション・トークショー
- 日本こども NPOセンター　男性育児参加キャンペーン　イメージキャラクター
- マクドナルド「世界子供の日」　チャリティーキャンペーン　イメージキャラクター
- 株式会社アウアウ主催　マリンエコイベント
- 玉川高島屋S・C　エコトークショー
- Keep our earth clean!ゴミ拾い大作戦! In 神戸
- co2削減 呼びかけ運動 幸せの象徴オリーブの木 植樹
- 東日本大震災 復興支援活動 / POWER NIPPON PROJECT、スマイル・プロジェクト、Smile for Japan「日本の歌、心の唄」プロジェクト、募金活動 in 神戸、石巻・南三陸町 慰問など

### 寄付先
- 入院している子供と その家族を支援している「財団法人ドナルド・マクドナルド・ハウス・チャリティーズ・ジャパン」
- 病気と闘う子供達のためのキャンプ場を創っている「そらぷちキッズキャンプ」
- サンゴ礁を次の世代へ増やし地球環境保護を行なっている「海の種」
- 聞こえない子供達のための日本で唯一のバイリンガル・バイカルチュラルろう学校「学校法人 明晴学園」
- 聴覚障害者のために聴導犬の育成をしている「日本聴導犬協会」
- 視覚障害者のために盲導犬の育成をしている「日本盲導犬協会」